# Stephan Feyerabend

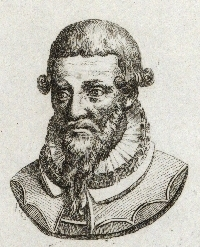
Stephan Feyerabend

Stephan Feyerabend oder Stephan Feyerabent (* 21. März 1523 in Schwäbisch Hall; † 21. August 1574 in Heilbronn) war Jurist und Dichter sowie Freund und Biograf Götz von Berlichingens.

## Herkunft
Feyerabend (alternative Schreibweisen: Feierabend, Feyerabent) stammte aus einer Schwäbisch Haller Bürgerfamilie. Sein Vater gleichen Namens (1490–1545) war Rotgerber und Bürger zu Hall und Bruder des Ansbachschen Stiftsdekans und Propstes Joseph Feyerabend (1493–1543). Feyerabends Mutter war dessen zweite Ehefrau Elisabeth (geborene Kraft, † 1579). Stephan Feyerabend hatte zehn jüngere Geschwister sowie fünf ältere Halbgeschwister von der ersten Ehefrau seines verwitweten Vaters.

## Feyerabend als Jurist
Stephan Feyerabend studierte ab 1541 Jura in Heidelberg, wo er 1544 seine Magisterprüfung ablegte, und Freiburg im Breisgau. Ab 1552 war er als Rechtsanwalt in Wimpfen tätig und wurde als Syndikus des Kantons Kraichgau bestallt.
1555 wurde er Syndikus der Reichsstadt Heilbronn und 1566 erneut des Kantons Kraichgau.

## Feyerabend als Vertrauter Götz von Berlichingens
In seiner Tätigkeit als rechtlicher Berater der Kraichgau-Ritterschaft wie einzelner ihr inkorporierter Familien kam Feyerabend mit dem prozessfreudigen Raubritter Götz von Berlichingen in Kontakt. Heilbronn bildete in jener Zeit einen Mittel- und Treffpunkt der vor allem naturwissenschaftlich mit der Stadt verflochtenen Ritterschaft. Feyerabend überredete Berlichingen, seine Lebenserinnerungen abzufassen, welche dieser schließlich von Feyerabend editieren ließ. Als Dank widmete Berlichingen das Werk dem 43 Jahre jüngeren Juristen. Als Götz kurz vor seinem Tode 1553 Heilbronn zum letzten Mal besuchte, übergab er seine Rüstung den Händen „seines lieben Herrn, guten Gönners und Freundes“ Feyerabend.

## Feyerabend als Dichter
Feyerabend trat auch als neulateinischer Dichter hervor. Er ist unter anderem Verfasser des Gedichtes De Feyerabentho (Omnium Rerum Socio Ac Fine Carmen Temporarium) vom Feierabend als aller Dinge Ende und Anbeginn, in welchem Feyerabend dem Ritter etwa zehn Jahre nach dessen Tode einige freundliche Verse widmete und welches von Feyerabends Verwandtem, dem Frankfurter Drucker Sigmund Feyerabend, 1590 verlegt wurde.

## Tod
Stephan Feyerabend verstarb 1574 in Heilbronn ebenso wie seine zweite Ehefrau Dorothea (geb. Bernbeck) an der Pest. Mit dieser und seiner 1551 verstorbenen ersten Ehefrau Barbara (geb. Haug) hatte er insgesamt 16 Kinder.